# Артенара
Артенара (ісп. Artenara) — муніципалітет в Іспанії, у складі автономної спільноти Канарські острови, у провінції Лас-Пальмас, на острові Гран-Канарія. Населення — 1230 осіб (2010).
Муніципалітет розташований на відстані близько 1760 км на південний захід від Мадрида, 23 км на південний захід від міста Лас-Пальмас-де-Гран-Канарія.
На території муніципалітету розташовані такі населені пункти: (дані про населення за 2010 рік)
- Акуса-Верде: 61 особа
- Артенара: 596 осіб
- Корунья: 36 осіб
- Лугарехос: 105 осіб
- Лас-Арбехас: 158 осіб
- Канделарія: 89 осіб
- Лас-Куевас: 185 осіб

## Демографія
Динаміка населення (INE ):

## Галерея зображень

Розташування муніципалітету на острові Гран-Канарія
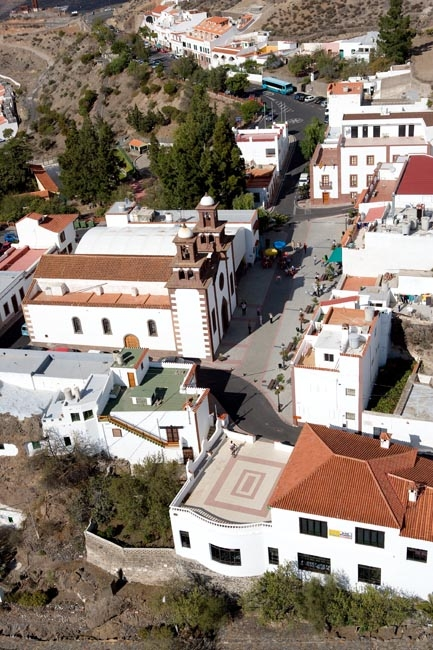
Артенара
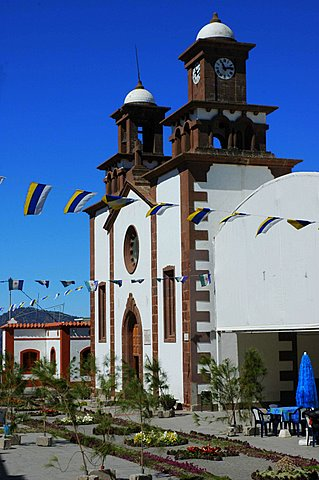
Церква в Артенарі